# Ofensiva por el campo de Alepo Oriental (2015-2016)
El Ejército árabe sirio tras la exitosa exitosa ofensiva por las Kuweires, durante la guerra civil siria, la cual acabó asegurando el aeródromo de las Kuweires el 16 de noviembre de 2015, el Ejército sirio lanzó una ofensiva  en el campo oriental del Alepo, con el objetivo de expandir el perímetro de defensa del aeródromo y cortando las líneas de abastecimiento de Estado Islámico.

## La ofensiva

### Expansión alrededor del aeródromo de Kuweires
Entre el 18 y 19 noviembre, fuerzas del gobierno sirio capturaron el pueblo de Jamayliyah, la estación de tren y el polígono industrial de Sheikh Ahmad y la colina de Tal Humaymah, a 8 km de Dayr Hafir.
Entre 27 noviembre y 7 diciembre, fuerzas del gobierno sirio capturaron cuatro pueblos cerca del aeródromos de Kuweires. A finales de diciembre, continuaron sus avances liberando cinco pueblos y un cerro al norte del aeródromo de Kuweires, con Najjarah siendo liberado el último día de 2015.
El 10 de enero de 2016, fuerzas del gobierno sirio capturaron el pueblo de Ayishah, y dos días más tarde otros cuatro,acercándose al perímetro del sur de la ciudad de Al-Bab.
Entre el 13 y 15 enero, tropas del gobierno sirio capturaron siete  pueblos en la carretera entre Al-Bab y el aeródromo Kuweiris. Un contraataque de Daesh recapturó uno de ellos (Aran).

### El empujón hacia el oeste
El 23 de enero, el Ejército sirio lanzó una gran ofensiva al oeste de Kuweires, con la intención de enlazarse con distrito industrial de Sheikh Najjar en Alepo. Para el 3 de febrero, las SAA habían capturado 11 pueblos al oeste y noroeste de la base, y estaban a 13 kilómetros de Sheikh Najjar. Durante este tiempo, el 28 de enero, Estado Islámico lanzó contraataque contra los pueblos perdidos durante los días anteriores. La lucha dejó 20 soldados sirios y 14 militantes de Daesh muertos. Uno de los objetivos principales del ejército era la Planta Termoeléctrica de Alepo. El 31 de enero, las SAA cortaron las líneas de Estado Islámico y asaltaron el perímetro de la planta.
El 3 de febrero, las Fuerzas Tigre junto con el NDF, Desert Hawks Brigade y las Ba'ath brigades capturaron Al-Si'en. En el anochecer del 3 febrero, fuerzas del gobierno sirio asaltaron el pueblo de Tayyibah. Obligando a Daesh a replegarse. Entretanto, tropas de gobierno sirio sitiaron la planta termoeléctrica, debido a la imposibilidad de un asalto directo.
El 7 de febrero, EI recapturó dos pueblos, mientras las SAA capturaron otro pueblo y un cerro, empujando el frente a 7 kilómetros de Sheikh Najjar y cerrando cerco. Un intentado de contraataque dejó 11 militantes de Daesh muertos.
El 13 de febrero, el Ejército sirio recapturó Jubb al Kalb, menos de una semana después de perderlo en un contraataque. El día siguiente, el Ejército sirio capturó cuatro pueblos, incluyendo Tayyibah (a 300 metros de la termoeléctrica) y Barlehiyah (7 kilómetros al oeste de Alepo).
El 18 de febrero, el Ejército sirio liberó Al-Si'en una vez más, así como Jubb Al-Ghabishah.

### Sitio
El 20 de febrero, el Ejército sirio, respaldado por la Fuerza de Defensa Nacional, capturó la Planta Termoeléctrica de Alepo. 30  militantes fueron asesinados y cuatro vehículos blindados fueron destruidos durante la batalla. Las Fuerzas tigre, Fuerzas de Defensa Nacional y Suqur al-Sáhara capturaron el pueblo de Balat y sus granjas circundantes. En el mismo día, Suqur al-Sáhara y el  Equipo de Fuerzas Cheetah 3 capturó el pueblo de Turaykiyah, sitiando a 800 militantes del EI en el este de Alepo.
Para el día siguiente, 21 febrero, los últimos focos de resistencia fueron vencidos, con lo que las SAA recuperaron todas las ciudades y pueblos en las llanuras de Al-Safira. Cerca de 700 militantes escaparon del sitio, siendo capturados alrededor de 150. 20 pueblos fueron liberados en las siguientes 24 horas y 40 kilómetros de carretera fueron aclarados, poniendo punto final a 3 meses de ofensiva. Además, 50 ISIL los luchadores fueron asesinados durante el anteriores 24 horas.

## Consecuencias
La ofensiva requirió mover gran cantidad de material y personal, debilitando otros frentes, permitió lanzar la Ofensiva de Dayr Hafir.